# Goblu a Beatosu
Goblu a Beatosu jsou neexistující města, která byla vložena do oficiální silniční mapy Michiganu v letech 1978 a 1979. Názvy odkazují na slogan "Go Blue!" (modří do toho!) používaný fanoušky University of Michigan a na jejich největší rivaly z Ohijské státní univerzity - OSU, jelikož Beatosu znamená v angličtině porazit OSU.
Tato dvě fiktivní města vložil do mapy Peter Fletcher, absolvent University of Michigan, který pracoval jako předseda státní dálniční komise. Goblu bylo umístěno do sousedství města Bono a Beatosu poblíž města Elmira. V roce 2008 vysvětlil Fletcher, že si z něj spolužáci utahovali kvůli barvě mostu Mackinac, který byl natřen zelenou a bílou, což byly barvy Michiganské státní univerzity. Tyto barvy však byly v souladu s nařízeními týkajícími se dálnic a nemohl s nimi tudíž nic dělat. Měl ovšem možnost ovlivnit silniční mapu a nařídil proto kartografovi, aby do mapy vložil tato dvě fiktivní města. Podle už zmíněné mapy se město Beatosu nachází přibližně na souřadnicích 41°34'50.9"N, 84°17'56.2"W.
Před Fletcherovým přiznáním se spekulovalo, že města byla ve skutečnosti pastí, která měla odhalit případná porušení autorských práv k mapě ze strany dalších vydavatelů.